# فوغن جونسون (سياسي)
فوغن جونسون (بالإنجليزية: Vaughan Johnson)‏ هو سياسي أسترالي، ولد في 20 يوليو 1947 في أستراليا. حزبياً، نشط في الحزب الوطني الليبرالي في كوينزلاند. وقد انتخب عضو المجلس التشريعي ولاية كوينزلاند.